# 어천절
어천절(御天節)은 대종교의 4대 경절 가운데 하나로, 매년 음력 3월 15일이다. 현재 대종교의 4대 경절로 중광절 · 어천절 · 가경절 · 개천절을 기념하고 있다.

## 개요
기원전 2448년 10월 3일 인간 세상에 강림한 한배검(단군)이 124년 동안의 교화(敎化)와 93년 동안의 치화(治化)를 마치고(합 217년), 기원전 2241년 3월 15일 아사달(백두산)에서 다시 승천한 것을 기념하는 날이다. 대종교에서는 이 날을 한배검(단군)이 승천한 날로 여기고 선의식과 경하식을 올리면서 크게 경축한다.

## 같이 보기
- 중광절(重光節, 음력(1월 15일))
- 가경절(嘉慶節, 음력(8월 15일))
- 개천절(開天節, 음력(10월 3일))

## 참고 문헌
- 『종교・신학 연구』, 대종교의 민족사적 위치, 서강대학교 종교신학연구소 이현희 저, 분도출판사(1989년판)